# Daniel F. Pinnow

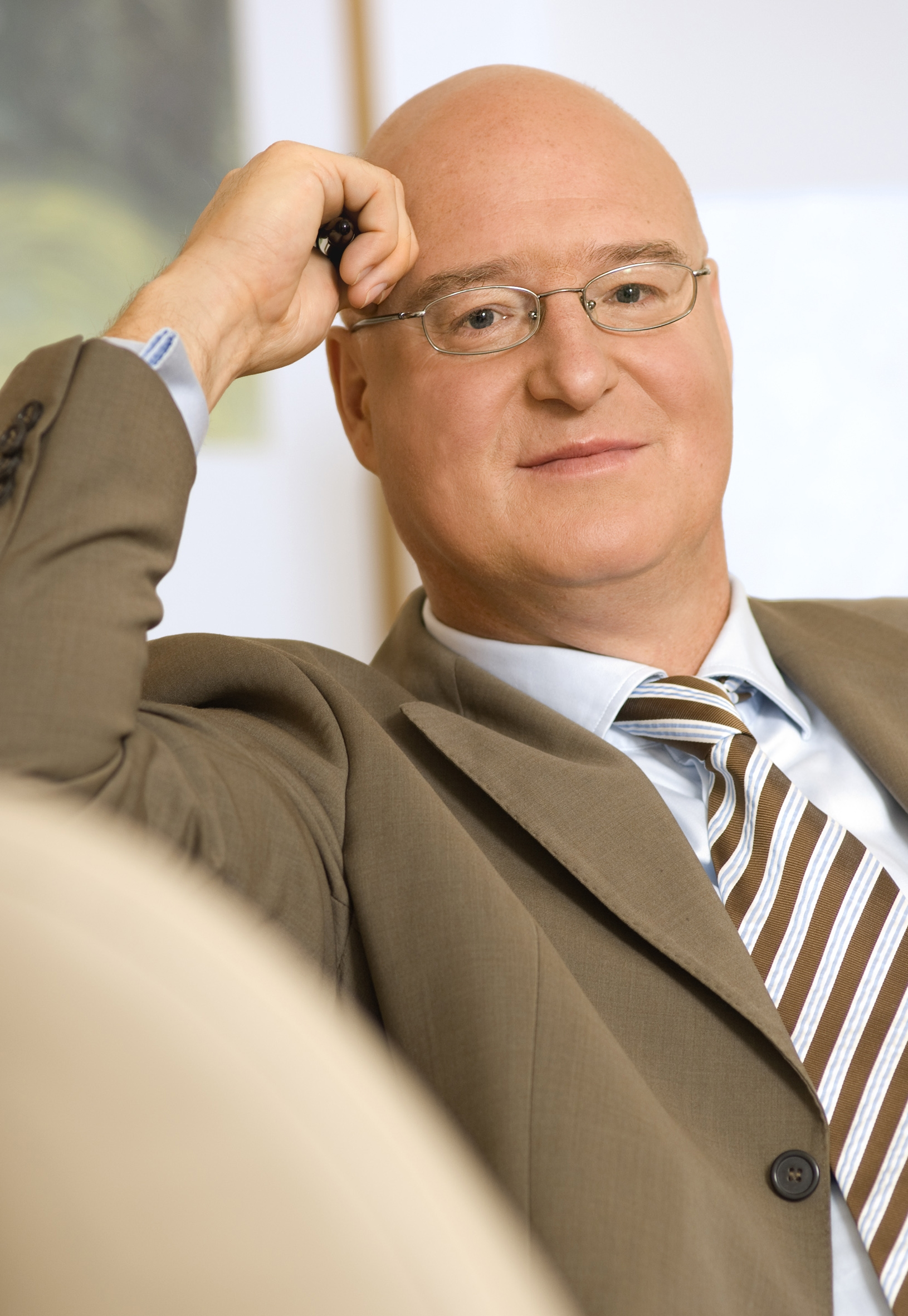
Daniel F. Pinnow

Daniel F. Pinnow (* 13. April 1962 in Stuttgart) ist ein deutscher Buchautor.

## Leben
Pinnow wuchs in Balingen auf, absolvierte dort eine dreijährige Ausbildung zum Kälteanlagenbauer und erwarb am Berufskolleg/Technischen Gymnasiums das Abitur. Anschließend war er als freiberuflicher Jazz- und Rockschlagzeuger in Europa mit einer Band auf Tour unterwegs. Von 1985 bis 1991 studierte er an der Universität zu Köln und Bergischen Universität Wuppertal Wirtschafts- und Sozialwissenschaften.
Nach seinem Studium war er von 1991 bis 1993 zuerst bei der Airbus Group / Deutsche Aerospace AG, München, als Mitglied der Zentralen Nachwuchsgruppe und danach als Referent für Personalentwicklung tätig. Von 1993 bis 1996 war er Leiter der Personalentwicklung bei der E.ON Ruhrgas AG in Essen.
Von 1995 bis 2002 lehrte Pinnow Personal- und Organisationsentwicklung an der Bergischen Universität Wuppertal.
Von 1997 bis 2012 war Pinnow Geschäftsführer der Akademie für Führungskräfte der Wirtschaft in Überlingen und Bad Harzburg (Seminarbetrieb der Cognos AG). Von 2003 bis 2004 war er Bereichsvorstand Management-Training der Cognos AG, bevor er dort von 2004 bis 2007 zum Mitglied des Vorstands berufen wurde.

## Monografien
- Führen. Worauf es wirklich ankommt. 6. Auflage. Springer Gabler, Wiesbaden 2012, ISBN 978-3-8349-4066-7 (englisch: Leadership. What Really Matters. A Handbook on Systemic Leadership.).
- Unternehmensorganisationen der Zukunft. Erfolgreich durch systemische Führung. Campus Verlag, Frankfurt/New York 2011, ISBN 978-3-593-39472-5.
- Zukunftsfähige Unternehmensführung: Ideen, Konzepte und Praxisbeispiele. Springer Gabler, Wiesbaden 2019, ISBN 978-3662595268.
- Elite ohne Ethik? Die Macht von Werten und Selbstrespekt. FAZ Fachbuchverlag, Frankfurt am Main 2007, ISBN 978-3-89981-137-7.